# یرگاس
شهر یرگاس در استان آتیک در کشور یونان واقع شده است که دارای جمعیت ۱۸٬۳۲۸  نفر می‌باشد.